# Chiang Kai-shek
Chiang Kai-shek (født 31. oktober 1887, død 5. april 1975) var lederen af Republikken Kina (Taiwan) fra 1928 til sin død i 1975.
Chiang Kai-shek er hans europæiske navn, på mandarin er han Jiang Jieshi (蒋介石).
Han havde stærke antikommunistiske holdninger og var en af lederne af det nationalistiske parti Guomindang, der blev dannet I 1912 som en fortsættelse af den Revolutionære Alliance. Trods partiets antikommunistiske holdning var Chiang Kai-shek indstillet på at samarbejde med Kinas kommunistiske parti for at vælte deres fælles fjende, Yuan Shi-kai, og de to partier samarbejdede fra 1921 til 1927.
Da Sun Yat-sen fra Guomindang partiet døde i 1925, blev Chiang Kai-shek den øverste leder af partiet. Chiang Kai-shek vendte sig i 1927 mod Kinas kommunistiske parti og sendte tropper mod byen Shanghai, hvor flere af de kommunistiske ledere befandt sig. Chiang Kai-sheks soldater massakrerede kommunisterne og fagforeningsfolk i Shanghai. Det blev begyndelsen på 22 års borgerkrig (1927-1949).
Chiang Kai-Shek arbejdede i ti år på at skabe en moderne Guomindang-stat, og Sun Yat-sens idealer om et kinesisk demokrati blev skubbet i baggrunden. Chiang Kai-Shek havde skabt et korrupt militærdiktatur. Kommunisterne og alle andre oppositionsgrupper blev forfulgt. Chiang Kai-Sheks Guomindang-styre endte med udplyndring af de fattige bønder. Det udnyttede kommunisterne kynisk ved at fremstille sig selv som bøndernes beskyttere, selvom deres egentlige mål var at overtage magten. Gennem målrettet propaganda, vold og tvang fik de vendt store dele af befolkningen mod Guomindang og sikrede sig kontrol med lokalbefolkningen. Chiang Kai-Sheks forsøg på at styre Kina i en vestlig retning med en moderne Guomindang-stat gik den forkerte vej, da kommunisterne under dække af folkelig opbakning udmanøvrerede ham blandt bønderne. Japan greb ind i 1931. Mens borgerkrigen raserede, erobrede japanerne Manchuriet med landets mange råstoffer. Det medførte, at Chiang Kai-shek blev besluttet på hurtigt at gøre op med Kinas kommunistparti, så han kunne fokusere sine militære styrker på at forsvare og bekæmpe den japanske hær.
Efter Japans nederlag i 1945 brød borgerkrigen mellem Guomindang og kommunisterne ud igen med fornyet styrke. I 1949 trak Chiang Kai-Shek sig tilbage til Taiwan med sin regering og hær. Her oprettede han en étpartistat, og styrede landet frem til sin død i 1975. Under hans ledelse oplevede Taiwan betydelig økonomisk vækst og industrialisering, hvilket lagde grunden for øens senere demokratiske udvikling.